# Lijst van burgemeesters van Steenderen
Dit is een lijst van burgemeesters van de voormalige Nederlandse gemeente Steenderen. Op 1 januari 2005 werd deze gemeente samengevoegd met de buurgemeenten Hummelo en Keppel, Hengelo (Gelderland), Vorden en Zelhem tot de gemeente Bronckhorst.
| Ambtsperiode | Naam burgemeester              | Partij of stroming | Bijzonderheden |
| ------------ | ------------------------------ | ------------------ | --- |
| 1803 - 1820  | Hendrik Wijnand Rasch          |                    | richter/maire/burgemeester/schout |
| 1820 - 1871  | Evert Godfried Planten         |                    | schout/burgemeester |
| 1871 - 1910  | Cornelis Derk Godevrid Planten |                    | opvolger van vader |
| 1911 - 1941  | Fokko Smit                     |                    | |
| 1943 - 1945  | D.A. Konijnenburg              |                    | |
| 1945 - 1954  | Jan (J.) Heersink              |                    | tot februari 1946 waarnemend, van 1951-1953 met verlof in Canada; tijdens die periode was H.N.C. baron van Tuyll van Serooskerken waarnemend burgemeester |
| 1954 - 1971  | J.J.A. Kruijff                 | CHU                | voorheen burgemeester van Den Bommel |
| 1972 - 2000  | Steven (S.) Buddingh'          | ARP / CDA          | |
| 2000 - 2004  | Dick (D.) Appeldoorn           | PvdA               | |